# Warren Madrigal
Warren Steven Madrigal Molina (ur. 24 lipca 2004 w San José) – kostarykański piłkarz występujący na pozycji napastnika lub skrzydłowego, reprezentant Kostaryki, od 2024 roku zawodnik hiszpańskiej Valencii.